# Challenger de Surbiton 2023
El torneo Surbiton Trophy 2023 fue un torneo de tenis perteneció al ATP Challenger Tour 2023 en la categoría Challenger 125. Se trató de la 18.ª edición, el torneo tuvo lugar en la ciudad de Surbiton (Reino Unido), desde el 5 de junio hasta el 11 de junio de 2023 sobre pista de césped al aire libre.

## Jugadores participantes del cuadro de individuales
| Favorito | País                      | Jugador             | Rank1 | Posición en el torneo |
| -------- | ------------------------- | ------------------- | ----- | --------------------- |
| 1        | Bandera del Reino Unido   | Dan Evans           | 25    | Segunda ronda         |
| 2        | Bandera del Reino Unido   | Andy Murray         | 43    | CAMPEÓN               |
| 3        | Bandera de Estados Unidos | Mackenzie McDonald  | 59    | Primera ronda         |
| 4        | Bandera de Australia      | Max Purcell         | 68    | Baja                  |
| 5        | Bandera de Australia      | Jason Kubler        | 69    | Cuartos de final      |
| 6        | Bandera de Francia        | Constant Lestienne  | 70    | Cuartos de final      |
| 7        | Bandera vacío             | Ilya Ivashka        | 73    | Segunda ronda         |
| 8        | Bandera de Estados Unidos | Christopher Eubanks | 74    | Segunda ronda         |

- 1 Se ha tomado en cuenta el ranking del 29 de mayo de 2023.

### Otros participantes
Los siguientes jugadores recibieron una invitación (wild card), por lo tanto ingresan directamente al cuadro principal (WC):
- Dan Evans
- Andy Murray
- Ryan Peniston

Los siguientes jugadores ingresan al cuadro principal tras disputar el cuadro clasificatorio (Q):
- Bu Yunchaokete
- Daniel Cox
- Billy Harris
- Luke Saville
- Harry Wendelken
- Mark Whitehouse

## Campeones

### Individual Masculino
- Andy Murray derrotó en la final a  Jurij Rodionov, 6–3, 6–2

### Dobles Masculino
- Liam Broady /  Jonny O'Mara derrotaron en la final a  Alexei Popyrin /  Aleksandar Vukic, 6–4, 5–7, [10–8]